# Каміла Барбоза
Каміла Барбоза Віто да Сілва (брет. Kamila Barbosa Vito da Silva; нар. 13 вересня 1988) — бразильська борчиня вільного стилю, дворазова бронзова призерка Панамериканських чемпіонатів, дворазова срібна призерка чемпіонатів Південної Америки.

## Спортивні результати на міжнародних змаганнях

### Виступи на Чемпіонатах світу
| Змагання                        | Збірна   | Вагова категорія          | Місце |
| ------------------------------- | -------- | ------------------------- | ----- |
| Чемпіонат світу з боротьби 2015 | Бразилія | жіноча боротьба, до 48 кг | 30    |
| Чемпіонат світу з боротьби 2019 | Бразилія | жіноча боротьба, до 50 кг | 24    |
| Чемпіонат світу з боротьби 2021 | Бразилія | жіноча боротьба, до 50 кг | 18    |
| Чемпіонат світу з боротьби 2022 | Бразилія | жіноча боротьба, до 50 кг | 21    |
| Чемпіонат світу з боротьби 2023 | Бразилія | жіноча боротьба, до 50 кг | 28    |

### Виступи на Панамериканських чемпіонатах
| Змагання                                   | Збірна   | Вагова категорія          | Місце  |
| ------------------------------------------ | -------- | ------------------------- | ------ |
| Панамериканський чемпіонат з боротьби 2018 | Бразилія | жіноча боротьба, до 50 кг | 7      |
| Панамериканський чемпіонат з боротьби 2019 | Бразилія | жіноча боротьба, до 50 кг | 8      |
| Панамериканський чемпіонат з боротьби 2020 | Бразилія | жіноча боротьба, до 50 кг | Бронза |
| Панамериканський чемпіонат з боротьби 2021 | Бразилія | жіноча боротьба, до 50 кг | Бронза |
| Панамериканський чемпіонат з боротьби 2022 | Бразилія | жіноча боротьба, до 50 кг | 9      |
| Панамериканський чемпіонат з боротьби 2024 | Бразилія | жіноча боротьба, до 50 кг | 5      |

### Виступи на Панамериканських іграх
| Змагання                  | Збірна   | Вагова категорія          | Місце |
| ------------------------- | -------- | ------------------------- | ----- |
| Панамериканські ігри 2015 | Бразилія | жіноча боротьба, до 48 кг | 7     |
| Панамериканські ігри 2019 | Бразилія | жіноча боротьба, до 50 кг | 5     |

### Виступи на Чемпіонатах Південної Америки
| Змагання                                    | Збірна   | Вагова категорія          | Місце  |
| ------------------------------------------- | -------- | ------------------------- | ------ |
| Чемпіонат Південної Америки з боротьби 2015 | Бразилія | жіноча боротьба, до 48 кг | 4      |
| Чемпіонат Південної Америки з боротьби 2017 | Бразилія | жіноча боротьба, до 53 кг | Срібло |
| Чемпіонат Південної Америки з боротьби 2019 | Бразилія | жіноча боротьба, до 53 кг | Срібло |

### Виступи на інших змаганнях
| Змагання                                                        | Збірна   | Вагова категорія          | Місце  |
| --------------------------------------------------------------- | -------- | ------------------------- | ------ |
| Гран-прі Іспанії з боротьби 2013                                | Бразилія | жіноча боротьба, до 48 кг | 6      |
| Кубок Бразилії з боротьби 2013                                  | Бразилія | жіноча боротьба, до 48 кг | 5      |
| Кубок Бразилії з боротьби 2015                                  | Бразилія | жіноча боротьба, до 48 кг | Бронза |
| Тестовий турнір UWW 2016                                        | Бразилія | жіноча боротьба, до 48 кг | 7      |
| Тестовий турнір UWW 2016                                        | Бразилія | жіноча боротьба, до 53 кг | 5      |
| Кубок Бразилії з боротьби 2016                                  | Бразилія | жіноча боротьба, до 48 кг | Золото |
| Кубок Бразилії з боротьби 2017                                  | Бразилія | жіноча боротьба, до 53 кг | Золото |
| Турнір міста Сассарі з боротьби 2019                            | Бразилія | жіноча боротьба, до 50 кг | 5      |
| Гран-прі Іспанії з боротьби 2019                                | Бразилія | жіноча боротьба, до 50 кг | 8      |
| Турнір Яшара Догу 2019                                          | Бразилія | жіноча боротьба, до 50 кг | 9      |
| Меморіал Маттео Пелліконе 2020                                  | Бразилія | жіноча боротьба, до 50 кг | 16     |
| Олімпійський кваліфікаційний турнір з боротьби 2020 (Оттава)    | Бразилія | жіноча боротьба, до 50 кг | 7      |
| Київський Міжнародний турнір з боротьби 2021                    | Бразилія | жіноча боротьба, до 50 кг | 7      |
| Меморіал Маттео Пелліконе 2021                                  | Бразилія | жіноча боротьба, до 50 кг | 6      |
| Турнір Дана Колова — Николи Петрова 2021                        | Бразилія | жіноча боротьба, до 50 кг | Срібло |
| Олімпійський кваліфікаційний турнір з боротьби 2020 (Софія)     | Бразилія | жіноча боротьба, до 50 кг | 11     |
| Турнір Яшара Догу 2022                                          | Бразилія | жіноча боротьба, до 50 кг | 16     |
| Турнір Зухає Сгає 2022                                          | Бразилія | жіноча боротьба, до 50 кг | 8      |
| Турнір К. У. Кожомкула і Р. Санатбаєва 2023                     | Бразилія | жіноча боротьба, до 50 кг | 7      |
| Меморіал Імре Поляка та Яноша Варги 2023                        | Бразилія | жіноча боротьба, до 50 кг | 22     |
| Олімпійський кваліфікаційний турнір з боротьби 2024 (Акапулько) | Бразилія | жіноча боротьба, до 50 кг | 8      |
| Олімпійський кваліфікаційний турнір з боротьби 2024 (Стамбул)   | Бразилія | жіноча боротьба, до 50 кг | 19     |